# Варшавский договор (1705)
Варшавский договор (пол. Traktat warszawski, швед. Freden i Warszawa) — договор, заключенный 17 (28) ноября 1705 года (18 ноября по шведскому календарю) во время Северной войны. Договор предполагал мир и союз между Шведской империей и конфедерацией Речи Посполитой, верной Станиславу Лещинскому.

## Исторический контекст
В начале Северной войны шведский король Карл XII проводил военную кампанию в Речи Посполитой, где королем с 1697 года был Август Сильный, курфюрст Саксонии. С целью свержения своего противника Карлу XII 12 июля 1704 года удалось избрать своего кандидата на польский престол, которым стал Станислав Лещинский. Союзник Августа Пётр Великий, царь России, не хотел вовлекать Карла XII в крупное сражение вследствие решительного поражения, которое его армия потерпела под Нарвой в 1700 году. Часть польской и литовской знати не признавала нового короля Лещинского, выборы которого были навязаны в пренебрежении обычаями Речи Посполитой, и организовала Сандомирскую конфедерацию в поддержку Августа. Они объявили выборы незаконными, объявили вне закона сторонников Лещинского, которые объявили о создании Варшавской конфедерации, объявили войну Швеции и вступили в союз с Россией по Нарвскому договору.
Русско-саксонско-польско-литовская армия вскоре была собрана в Полоцке, другая союзная армия в Саксонии, и третьи союзные войска под командованием генерала Отто Арнольда фон Пайкуля начали продвижение к Варшаве, где остановились Карл XII и Лещинский. Саксонско-польско-литовская армия Пайкуля достигла окраин Варшавы 31 июля 1705 года, где была побеждена шведскими войсками. Армии в Полоцке пришлось отказаться от идеи продвижения на запад из-за угрозы со стороны шведских войск под руководством Адама Людвига Левенгаупта. Таким образом, Лещинский был коронован королем Польши в Варшаве 4 октября 1705 года, а Швеция и Варшавская конфедерация, представленная Лещинским, подписали Варшавский договор 28 ноября.

## Условия
По договору Швеции было разрешено оккупировать города и крепости Речи Посполитой и вербовать солдат на её территории без каких-либо ограничений. Антишведские альянсы, заключенные Речью Посполитой, объявлялись недействительными, Польша отныне должна была заключать договоры только с одобрения Карла XII.
Курляндия, Литва, Королевская Пруссия и Рутения должны были экспортировать товары только через шведский порт в Риге и польский порт Паланга в Курляндии. На территории страны шведским купцам было предоставлено существенное освобождение от налогов и право на поселение и свободную торговлю.
По договору между сторонами производилось изменение территории Речи Посполитой, находившейся тогда под российской оккупацией: районы Смоленска и Киева должны были быть реинтегрированы в состав Речи Посполитой, в то время как польская Ливония и Курляндия должны быть переданы Швеции после окончания войны.
Что касается будущих кандидатов на польский престол, то договор был включен в состав pacta conventa, что означало неизбежность одобрения договора для избрания какого-либо кандидата на трон.

## Последствия
Как и предполагалось, договор оказалось невозможно исполнить из-за противостояния Варшавской и Сандомирской конфедераций. В начале 1706 года Август Сильный с кавалерийскими силами приблизился к Варшаве и приказал Иоганну Маттиасу фон Шуленбургу перебросить собравшуюся в Саксонии армию в Речь Посполитую. Шуленбург был перехвачен и побежден Карлом Густавом Реншильдом в битве при Фрауштадте. Армия, собранная в Полоцке, была переброшена в Гродно, где она была тактически разбита и вынуждена отступить на восток. Затем Карл XII оккупировал Саксонию, заставив Августа отказаться от польской короны и его союзников в Альтранштедтском договоре (1706).